# Andrejewa-Bucht
Die Andrejewa-Bucht (russisch губа Андреева, guba Andrejewa) ist eine Bucht an der Westseite des Fjords Sapadnaja Liza an der Nordküste der russischen Halbinsel Kola in der Barentssee.
Auf der gegenüberliegenden Seite der Bucht befinden sich drei Marinestützpunkte der russischen Marine. Die Bucht befindet sich etwa sieben Kilometer nordwestlich der geschlossenen Stadt Saosjorsk.

## 569. Technische Marinebasis
Die auf der westlichen Seite der Bucht liegende Basis wird in der englischsprachigen Literatur auch mit „Installation 928-III“ bezeichnet. Sie war das größte Lager für radioaktiver Abfall der Nordflotte. Die Basis bestand aus rund 12 Gebäuden, Tanks sowie zwei Piers. Insgesamt wurden dort unter unzureichenden Bedingungen über 10.000 Tonnen fester sowie 1.300 m³ flüssiger radioaktiver Abfall gelagert. Dieser bestand u. a. aus 306 Containern mit Filtern aus dem Kühlkreislauf von Kernreaktoren sowie 133 Containern mit ausgedienten Gerätschaften aus Kernreaktoren. Viele dieser Stahlcontainer wurden dem Wetter ausgesetzt auf freiem Gelände gelagert. Hinzu kamen abgebrannte Brennelemente von knapp 100 Kernreaktoren aus Atom-U-Booten der sowjetischen und russischen Marine. Die rund 23.000 Brennelemente waren in rund 3.000 Stahlbehältern in Abklingbecken gelagert. Weiter wurden seit 1962 unter freiem Himmel 52 Behälter mit abgebrannten Brennelementen aus den ersten sowjetischen Atom-U-Booten gelagert.

### „Gebäude 5“
Ein Lager für radioaktiver Abfall befand sich im sog. „Gebäude 5“ welches zwischen 1961 und 1963 gebaut und 1973 erweitert wurde. Das „Gebäude 5“ ist rund 70 m lang und 18 m breit. In diesem befinden sich zwei Abklingbecken mit einer Länge von 60 m, einer Breite von 3 m sowie 6 m Tiefe. Darin waren abgebrannte Brennelemente von Atom-U-Booten gelagert. Die hochradioaktiven Brennelemente waren in zylinderförmigen Behältern aus 12Ch18N10T-Stahl mit einem Gewicht von 350 kg verpackt. Die Lagerkapazität von „Gebäude 5“ betrug ursprünglich 2.000 solche Behälter, welche ab 1973 auf 2.550 erhöht wurde. Insgesamt konnten in dem Gebäude 12.750 bis 12.850 Brennelemente gelagert werden, was den Ladungen von 54 bis 76 Reaktorkernen entspricht.
Im Februar 1982 wurde im rechtsliegenden Abklingbecken ein Leck entdeckt. Man schätzte das alle 24 Stunden rund 30 Liter Wasser aus dem Becken entwich. Der Stabschef des Stützpunktes schlug daraufhin vor 20 Säcke Mehl in die Risse des Beckenrandes zu schütten, um das Leck zu stopfen. Diese Maßnahme blieb ohne Erfolg und das Betriebspersonal stellte fest, dass sich an der Außenwand des rechten Gebäudeflügels radioaktives Eis gebildet hatte. Im April 1982 war der Verlust von Wasser aus dem Abklingbecken auf 150 Liter innerhalb 24 Stunden angestiegen. Als das Betriebspersonal das Abklingbecken untersuchte, wurde auch festgestellt, dass viele Brennelemente aus den Stahlbehältern auf den Boden des Abklingbeckens gefallen und beschädigt waren. Außerhalb vom Gebäude betrug Strahlenexposition 15 mGy/h und es wurde geschätzt, dass dort rund 110 MBq/L Spaltprodukte freigesetzt wurden. Daraufhin wurde versucht die Leckage zu stoppen, in dem man rund 600 m³ Beton ins Untergeschoss des Gebäudes goss. Im September 1982 nahm der Wasserverlust des Beckens drastisch zu und erreichte eine Menge von 30.000 Liter innerhalb von 24 Stunden. Es bestand jetzt die Gefahr, dass das Becken trockenlaufen und sich die Brennelemente übermäßig erhitzen konnten. Im Oktober befahl der Kommandant der Nordflotte, die provisorischen Trockenlager-Betontanks „2A“, „2B“ und „3A“ zu bauen und die Brennelemente in diese umzulagern. Danach sollte das Leck im „Gebäude 5“ mit Beton abgedichtet und das leere Becken mit Beton sowie Stahl- und Bleiplatten bedeckt werden um die Radioaktivität einzudämmen. Im Dezember 1982 waren die Arbeiten im rechtsliegenden Abklingbecken beendet. Während den Arbeiten wurde entdeckt, dass auch aus dem linksliegenden Abklingbecken täglich bis zu 10.000 Liter radioaktives Wasser auslief.
Im Februar 1983 untersuchte eine Kommission vom Verteidigungsministerium der UdSSR das „Gebäude 5“. Sie entschied, das „Gebäude 5“ nicht weiter als Lager für abgebrannte Brennelemente zu benutzen und auch das linksliegende Abklingbecken zu leeren und alle Brennelemente in den drei Trockenlager-Betontanks umzulagern. Weiter sollten die provisorischen Trockenlager-Betontanks „2A“, „2B“ und „3A“ zu langzeit-Langertanks umgebaut werden. Im Juni 1983 wurde damit begonnen, die Behälter mit den Brennelementen aus dem linksliegenden Abklingbecken zu entfernen. Dabei kam es zu einem Unfall, als ein Arbeiter in das Wasser des Abklingbeckens fiel und sich sein Bein an den Brennstäben verfing. Ein zweiter Arbeiter sprang in das Becken und rettet ihn. Beide Arbeiter bekamen eine tödliche Strahlendosis und starben später an der Strahlenkrankheit. Die meisten Behälter wurden in den Betontank „3A“ umgelagert und einige weitere wurden in die Kerntechnische Anlage Majak transportiert. 25 Stahlbehälter mit Brennelementen sowie rund 120 auf dem Boden der Abklingbecken liegenden Brennstäbe konnte aufgrund der großen Strahlung vorerst nicht geborgen werden und wurden mit Bor abgedeckt. Im Sommer 1988 wurden die verbleibenden Stahlbehälter und die beschädigten Brennelemente geborgen. Dazu wurde das verbleibende Wasser der beiden Abklingbecken mit Feuerwehrschläuchen in provisorische, unterirdische Tanks gepumpt. Die auf dem Boden liegenden Brennelemente wurden von Arbeitern in Stahlbehälter verpackt und mit einem Spezialkran geborgen. Dabei wurden rund 1.000 Arbeiter bei jeweils kurzen Einsätzen hohen Strahlendosen ausgesetzt. Einzelne erhielten eine Äquivalentdosis zwischen 90 und 100 mSv. Auch beim Einlagern der Brennelemente in den provisorischen Betontank waren die Arbeiter hohen Strahlendosen ausgesetzt und mehrfach konnte dabei kurze Tscherenkow-Strahlung beobachtet werden. Die Arbeiten waren im Dezember 1989 abgeschlossen. Auf den angedachten Abriss vom baufälligen „Gebäude 5“ wurde verzichtet, da in dem Gebäude an einzelnen Stellen die Strahlenexposition 400 mGy/h betrug.
Schätzungen gehen davon aus, dass aus dem „Gebäude 5“ zwischen 3.000 und 700.000 Tonnen hochradioaktives Wasser mit 90Strontium und 137Caesium in die Gewässer der Andrejewa-Bucht und der Barentssee gelangten.

### Trockenlager-Betontanks „2A“, „2B“ & „3A“
Die abgebrannten Brennelemente aus dem „Gebäude 5“ wurden zwischen 1983 und 1989 in die provisorischen Trockenlager-Tanks „2A“, „2B“ und „3A“ eingelagert. Diese sind aus Stahlbeton gefertigt und in die Erdoberfläche eingelassen. Die Tanks haben einen Durchmesser von 18 m und reichen 4 m tief in das Erdreich. Die nach oben offenen Tanks sind mit einem Blechdach gegen die Witterung geschützt. In jedem Tank wurden 900 bis 1.200 Brennstäbe eingelagert. Viele der Brennstäbe waren beschädigt oder korrodierten mit der Zeit. An bestimmten Messpunkten bei den Tanks betrug die theoretische Äquivalentdosis zwischen 8.000 bis 170.000 mSv/h.

### Sanierung & Bergung der Brennstäbe
Im Jahr 1995 machte die Umweltschutzorganisation Bellona Foundation auf den Zustand der Marinebasis aufmerksam. Sie erklärte: „Die hier freigesetzte Radioaktivität entspricht den Kernreaktoren von 93 Unterseebooten oder der Nuklearkatastrophe von Tschernobyl.“ Daraufhin begannen die Atombehörden Norwegens in der rund 100 km entfernten Stadt Kirkenes regelmäßig die Radioaktivität zu messen, um die Bevölkerung zu schützen. 1998 führte das Ministerium für Atomenergie Messungen der Radioaktivität auf der 569. Marinebasis durch, woraufhin die Basis 1999 von der Nordflotte an die föderale Behörde Rosatom übergeben wurde. Im Jahr 2005 begann mit bilateraler Unterstützung von Kanada, Norwegen, Italien, Deutschland, Frankreich den Niederlanden und dem Vereinigten Königreich die Sanierung der Basis. Mitfinanziert wird diese von der Europäische Bank für Wiederaufbau und Entwicklung (EBRD). Zuerst musste eine Fläche von rund 1.300 m² stark verstrahltes Erdreich abgetragen werden. Der radioaktive Abfall wurde in Spezialbehälter verpackt und mit einem von Italien konstruierten Containerschiff nach Murmansk gebracht. Von dort wurden die Behälter mit der Eisenbahn in die 2000 Kilometer entfernte Kerntechnische Anlage Majak im Südural abtransportiert. Über den Trockenlager-Tanks „2A“, „2B“ und „3A“ wurde eine Halle mit einem biologischen Schutzschild gebaut. Mit ferngesteuerten Robotern und einem Spezialkran wurde 2023 mit der Bergung der Brennelemente begonnen. Die Aktion soll fünf bis sechs Jahre dauern und 300 bis 400 Millionen Euro kosten. Das baufällige und stark verstrahlte „Gebäude 5“ soll entweder abgerissen oder unter einem „Sarkophag“ eingeschlossen werden. Mit dem Krieg im Donbass wurde die Finanzierung durch den norwegischen Northern Dimension Environmental Partnership (NDEP), der die EBRD verwaltet ausgesetzt. Und im Zuge des Russisch-Ukrainischen Krieges legten verschiedene Staaten ihre Finanzierung auf Eis.